# Hrabstwo Jackson (Wirginia Zachodnia)
Hrabstwo Jackson (ang. Jackson County) – hrabstwo w stanie Wirginia Zachodnia w Stanach Zjednoczonych. Obszar całkowity hrabstwa obejmuje powierzchnię 471,59 mil² (1221,41 km²). Według szacunków United States Census Bureau w roku 2010 miało 29 211 mieszkańców.
Hrabstwo powstało w 1831 roku. 

## Miasta

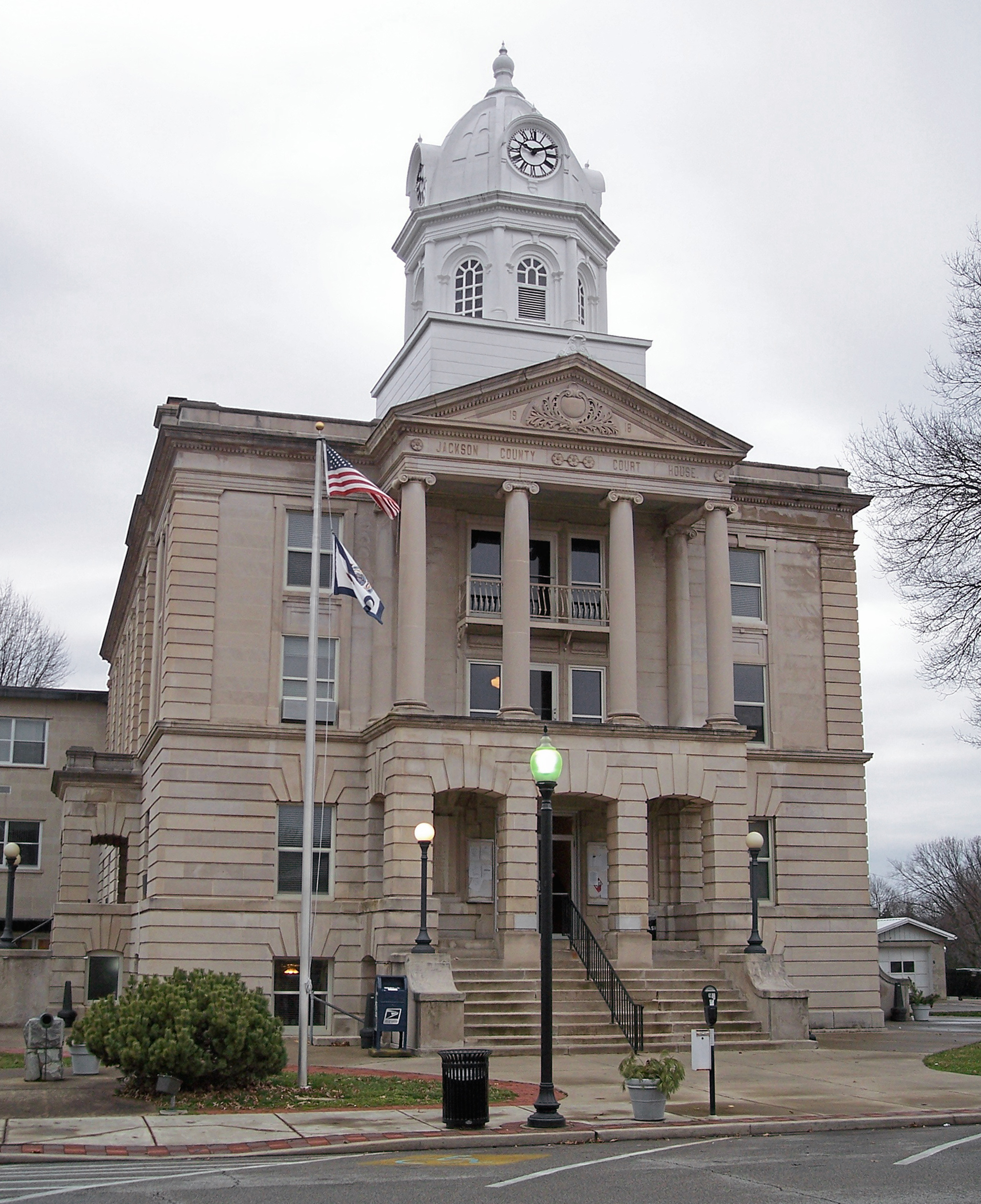
Budynek administracji (courthouse) w Ripley

- Ravenswood
- Ripley[4]

| Populacja hrabstwa w poprzednich latach | Populacja hrabstwa w poprzednich latach |
| Rok                                     | Liczba ludności                         |
| --------------------------------------- | --------------------------------------- |
| 1980                                    | 25 597                                  |
| 1990                                    | 25 938                                  |
| 2000                                    | 28 000                                  |
| 2010                                    | 29 211                                  |